# Día del Mol

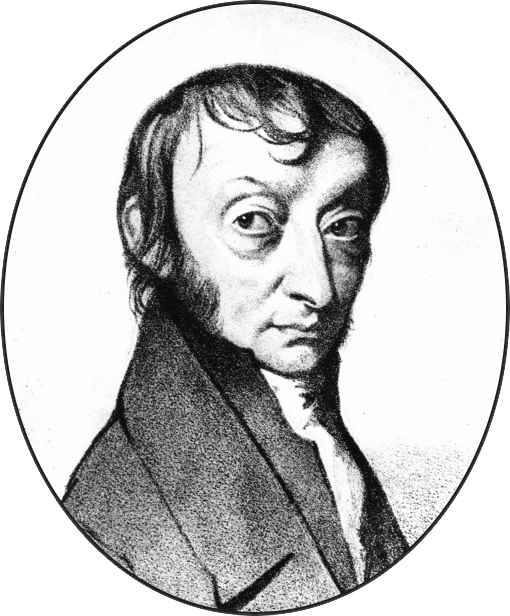
Amadeo Avogadro

El Día del Mol es un feriado no oficial celebrado entre químicos, estudiantes de química y entusiastas de la química el 23 de octubre, entre las 6:02 a. m. y 6:02 p. m., haciendo la fecha 6:02 10/23 en el estilo americano de escribir fechas donde el mes va antes que el día. La hora y la fecha se derivan de la constante de Avogadro, que es aproximadamente 6,02x1023, y define el número de partículas (átomos o moléculas) en un mol (mol) de sustancia, una de las siete unidades básicas del SI

## Descripción
El Día del Mol se originó a partir de una celebración de la educadora Margaret Christoph. Escribió un artículo sobre sus experiencias como educadora en ciencias en The Science Teacher en la década de 1980. Inspirado por este artículo, Maurice Oehler, profesor de química de una escuela secundaria de Prairie du Chien, Wisconsin, fundó la Fundación Nacional del Día del Mol (NMDF) el 15 de mayo. 1991.
Muchas escuelas secundarias de Estados Unidos, Sudáfrica, Australia y Canadá celebran el Día del MOl como una forma de hacer que sus estudiantes se interesen en la química, con diversas actividades a menudo relacionadas con la química o el mol.
La Sociedad Química Estadounidense patrocina la Semana Nacional de la Química,  que se lleva a cabo del domingo al sábado durante el cual cae el 23 de octubre. Esto hace que el Día del Mol sea una parte integral de la Semana Nacional de la Química.